# Plagithmysus bishopi
Plagithmysus bishopi là một loài bọ cánh cứng trong họ Cerambycidae.